# Borek Strzeliński
Borek Strzeliński (Duits: Großburg) is een plaats in het Poolse district  Strzeliński, woiwodschap Neder-Silezië. De plaats maakt deel uit van de gemeente Borów en telt 960 inwoners.